# Szentborbás
Szentborbás es un pueblo ubicado en el distrito de Barcs, en el condado de Somogy, Hungría.

## Superficie
Posee una superficie de 7,470 kilómetros cuadrados.

## Demografía
Hasta 2019 la población era de 92 habitantes, con una densidad de población de 12,32 habitantes por kilómetro cuadrado.